# スーパーFMW
スーパーFMW（スーパー・エフ・エム・ダブリュー）は、かつて存在した日本のプロレス団体。スーパーFMWの前身であるターザン後藤一派（ターザンごとういっぱ）についても記述している。

## 歴史

### ターザン後藤一派
- 2001年9月、ターザン後藤が設立。
- 11月18日、ビックポンドストアー本通り三丁目店屋上特設会場で旗揚げ戦を開催。

### スーパーFMW
- 2009年11月6日、後藤がターザン後藤一派を母体に設立。
- 12月24日、新木場1stRINGで旗揚げ戦を開催。
- 2010年1月、ダイナマイトバンプを吸収合併。
- 2014年10月26日、シアター1010ミニシアター大会を最後に活動休止｡
- 2018年12月9日、新木場1stRING大会を開催して活動再開[1]。
- 2022年5月、後藤の逝去により活動停止。

## タイトル
- スーパーFMW認定世界ジュニアヘビー級王座
- アメリカスヘビー級王座

## 最終所属選手
- ターザン後藤
- 佐藤竜騎士
- 鮎川れいな

## 歴代タイトル
ターザン後藤一派
- インディー世界無差別級王座
- インディー世界無差別級タッグ王座
- 世界マーシャルアーツ無差別級王座

## 歴代所属選手
ターザン後藤一派
- ムサシ大山
- 渡辺宏志
- 負死鳥カラス
- 清水の画伯
- 凡太Q太郎
- リー・ガク・WHO?
- 佐瀬昌宏
- ペドロ高石
- 飛鳥一撃
- マウンテン・ハイ
- ジェラシーMAX
- あゆみちゃん
- ワイルド・ベアー
- 木村哲也
- 細井ジャックダニエル光世

スーパーFMW
- 鶴巻伸洋
- ザ・グレート・パンク
- 松本トモノブ
- 力抜岩
- ナカタ・ユウタ
- スーパー蟹K☆ING
- ブルース・レイ
- モカ様